# شكال غوراب بايين (مقاطعة فومن)
شكال غوراب بايين (بالفارسية: شکال گوراب پایین) هي قرية تقع في غيلان في إيران. يقدر عدد سكانها بـ 338 نسمة بحسب إحصاء 2016.